# 앙드레 코스톨라니

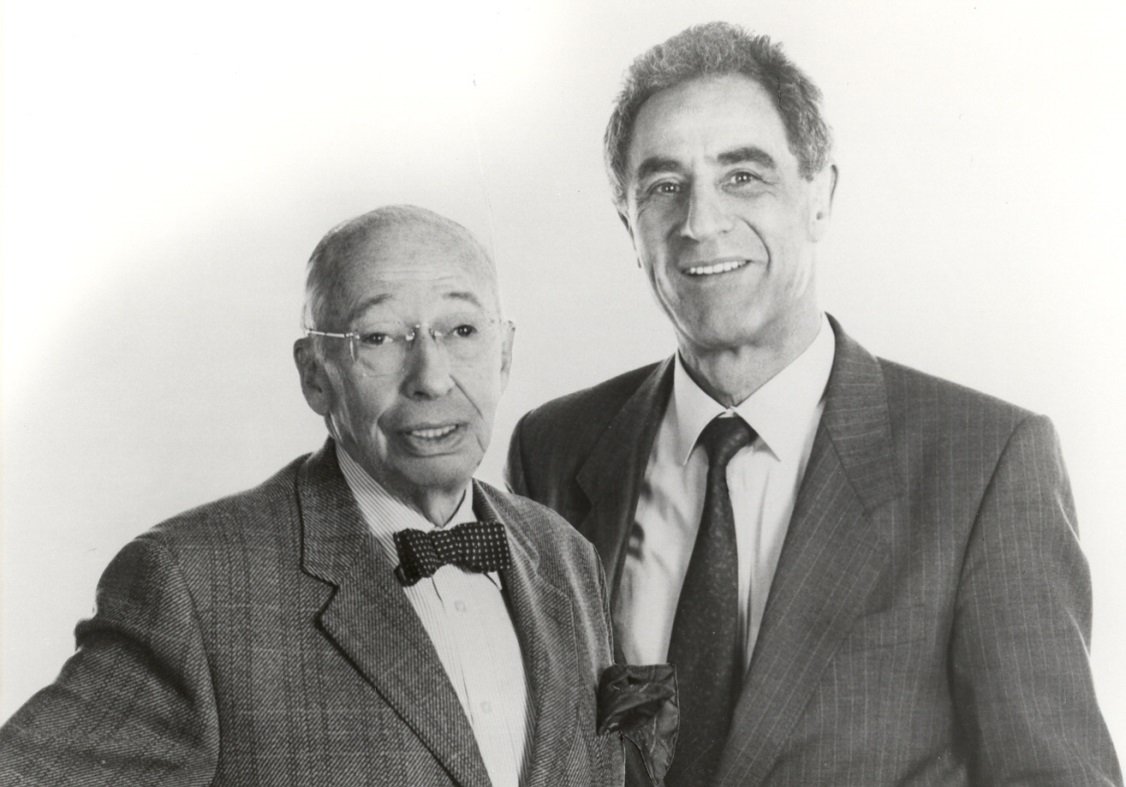

앙드레 코스톨라니(헝가리어: André Kostolany, 1906년 2월 9일 ~ 1999년 9월 14일)는 헝가리 유대인 출신의 투자가이다. 유럽의 워렌 버핏, 주식의 신이라고도 불린다. 전세계 10개 도시에 집을 가졌고, 헝가리어, 프랑스어, 영어, 독일어의 4개국어에 능통했다.

## 생애
앙드레 코스톨라니는 1906년 헝가리의 푼타아레나스에서 가톨릭으로 개종한 유대인의 후손으로 태어났다. 철학과 미술사을 배웠으며 피아니스트가 되고 싶었지만, 아버지의 강압에 의해 학업을 중단하고, 1924년 아버지의 주식중개인 친구가 있는 프랑스 파리에 유학하여 주식투자를 배웠으며 주식중개인으로 일했었다.
제2차 세계대전으로 독일이 프랑스를 점령하자, 점령 직전 모든 재산을 처분하여 미국 뉴욕으로 이주해 1941년부터 1950년까지 살았다. 이후에 헝가리는 공산화되어 유태인 부모는 모든 재산을 빼앗겼지만, 부자인 막내아들 코스톨라니가 풍족하게 살게 해주었다. 전후 독일 재건 사업에 뛰어들어 막대한 이익을 올렸다. 93세에 프랑스 파리에서 사망했다.

## 명언
- "투자자는 깊이 생각하지 않고 행동을 취하는 것보다 아무 행동도 취하지 않고 깊이 생각하는 것이 더 낫다"
- "주식시장에서 바보보다 주식이 많으면 주식을 사야할 때고, 주식보다 바보가 많으면 주식을 팔아야 할 때"라는 말을 자주했다.
- "일단 우량주 몇 종목을 산 다음, 수면제를 먹고 몇 년 동안 푹 자라"
- "투자에서 얻은 돈은 고통의 대가로 받은 돈, 즉 고통 자금이다"
- "이자율 낮으면 이것저것 생각하지 말고 다이빙처럼 주식시장에 점프하라"
- "개(주식가치)를 데리고 산책을 나갈 때, 개가 주인(기업가치)보다 앞서거니 뒤서거니 할 수는 있어도 주인을 떠날 수는 없다", "코스톨라니의 개"는 매우 유명하다.
- "주식시장의 90%는 심리학이 지배한다"
- "주식투자는 ‘부(富)와 파산(破産) 사이를 오가는 위험한 항해다."
- "두 번 이상 파산하지 않은 사람은 투자자라고 불릴 자격이 없다"
- "성공적인 투자자는 100번 중 51번 이기고 49번은 잃는다"
- 단기간에 부자가 되는 3가지 방법이 있다. 부유한 배우자를 만난다, 유망한 사업아이템을 갖는다, 주식투자를 한다.[1]

## 저서
35세에 부자가 되어, 은퇴를 결정했다가 우울증을 얻었다. 그 후 작가와 저널리스트로 인생 2막을 살았다. 13권의 책을 펴내 전 세계적으로 300만부 이상 팔렸다. 돈, 뜨겁게 사랑하고 차갑게 다루어라는 출간 즉시 독일 베스트셀러 1위, 최장기 베스트셀러 목록에 올랐다. 93세에 쓴 책인데, 가장 유명한 저서다. 서문을 쓰지 못하고 사망했다.

## 같이 보기
- 코스톨라니의 달걀모형